# 666 International
| Recensione | Giudizio |
| ---------- | -------- |
| AllMusic   |          |

666 International è il terzo album in studio del gruppo musicale norvegese Dødheimsgard, pubblicato nel 1999.

## Tracce
1. Shiva-Interfere – 9:10
2. Ion Storm – 4:20
3. Carpet Bombing – 2:25
4. Regno Potiri – 10:19
5. Final Conquest – 5:59
6. Logic – 0:59
7. Sonar Bliss – 7:39
8. Magic – 1:43
9. Completion – 6:28

### Tracce bonus
1. Hæmorrhage Era One Reconstructed – 5:05
2. Proton Navigator (instrumental) – 9:03

## Formazione
- Aldrahn – voce, chitarra
- Vicotnik – chitarra
- Apollyon – basso
- Carl-Michael Eide – batteria
- Svein Egil Hatlevik – tastiera